# Er gol de Turone era bono
Er gol de Turone era bono è un film documentario del 2022 diretto da Francesco Miccichè e Lorenzo Rossi Espagnet.
La pellicola racconta la storia del gol annullato al giocatore della Roma Maurizio Turone nella partita Juventus-Roma giocata al Comunale di Torino il 10 maggio 1981, decisiva per lo scudetto poi vinto dalla Juventus.
Nel documentario il gol mai realizzato viene raccontato dai protagonisti e dai testimoni diretti di quella partita. Dal guardialinee che ha alzato la bandierina, all'arbitro Bergamo ai numerosissimi tifosi romanisti accorsi al Comunale quel giorno, ma anche da giornalisti e telecronisti presenti. 
Viene fuori uno spaccato della tifoseria di quegli anni, del modo di vivere il calcio degli anni 80. In qualche modo il gol annullato a Turone diventa lo spartiacque tra il vecchio e il moderno calcio. Il documentario contiene anche un'inedita testimonianza dello stesso Turone, che non aveva mai rivisto fino a quel momento il suo gol annullato.
Er gol de Turone era bono, è stato presentato alla Festa del cinema di Roma nel 2022 ed è successivamente uscito al cinema. Riceve una menzione speciale ai Nastro d'argento al miglior documentario 2023.